# OpenMPT
OpenMPT is een opensource-moduletracker voor Windows geschreven in C++. Het is een digitale muzieksequencer die gebruikt kan worden om modulebestanden (audiobestand) te maken of te bewerken, maar ondersteunt ook modernere technologieën zoals Virtual Studio Technology.

## Geschiedenis
In september 1997 werd de ontwikkeling van het programma gestart onder de naam ModPlug Tracker. Het werd oorspronkelijk ontwikkeld door Olivier Lapicque, maar hij gaf de broncode vrij wegens tijdsgebrek - initieel onder de GPL en sinds 2009 onder de voorwaarden van de BSD-licentie. OpenMPT wordt nog steeds actief doorontwikkeld; de laatste versie is 1.27.01.00, verschenen op 27 september 2017.

## MPTM-bestandsformaat
Hoewel OpenMPT oude modulebestandsformaten zoals MOD, S3M, XM en IT kan openen en bewerken, heeft OpenMPT tevens een nieuw bestandsformaat, MPTM, geïntroduceerd, gebaseerd op Impulse Tracker. Deze bevat nieuwe effecten, en uitgebreidere ondersteuning voor VSTi's en MIDI.

## Gebruikers
OpenMPT is vooral populair onder muzikanten actief in de demoscene, maar vindt ook wijdverbreidere navolging, zoals Nicolay van de Grammy-genomineerde The Foreign Exchange, die OpenMPT zijn "geheime wapen" noemt. Film- en gamecomponist Raphaël Gesqua is eveneens een prominente gebruiker.
Peter Hajba and Alexander Brandon hebben OpenMPT gebruikt om de soundtracks voor Bejeweled 2 en 3 en andere titels van PopCap te produceren.

## libopenmpt
libopenmpt is een cross-platform library voor het afspelen van modulebestanden gebaseerd op de OpenMPT code met ondersteuning voor de programmeertalen C en C++. Er zijn tevens plug-ins beschikbaar voor populaire audiospelers zoals XMPlay, Winamp en foobar2000. Deze zijn beschikbaar via de officiële website.